# Севдормаш
«Севдормаш» (сокращённо от Северодвинский завод дорожных машин) — бывший советский, а затем российский завод, расположенный в городе Северодвинске Архангельской области. Предприятие было основано в 1939 году для ремонта строительной техники, впоследствии стало выпускать дорожную технику. Завод известен снегоуборочной техникой, которая производилась на предприятии с 1959 года.
После распада СССР количество заказов сильно уменьшилось, и в 2009 году в результате банкротства завод прекратил существование.

## История предприятия

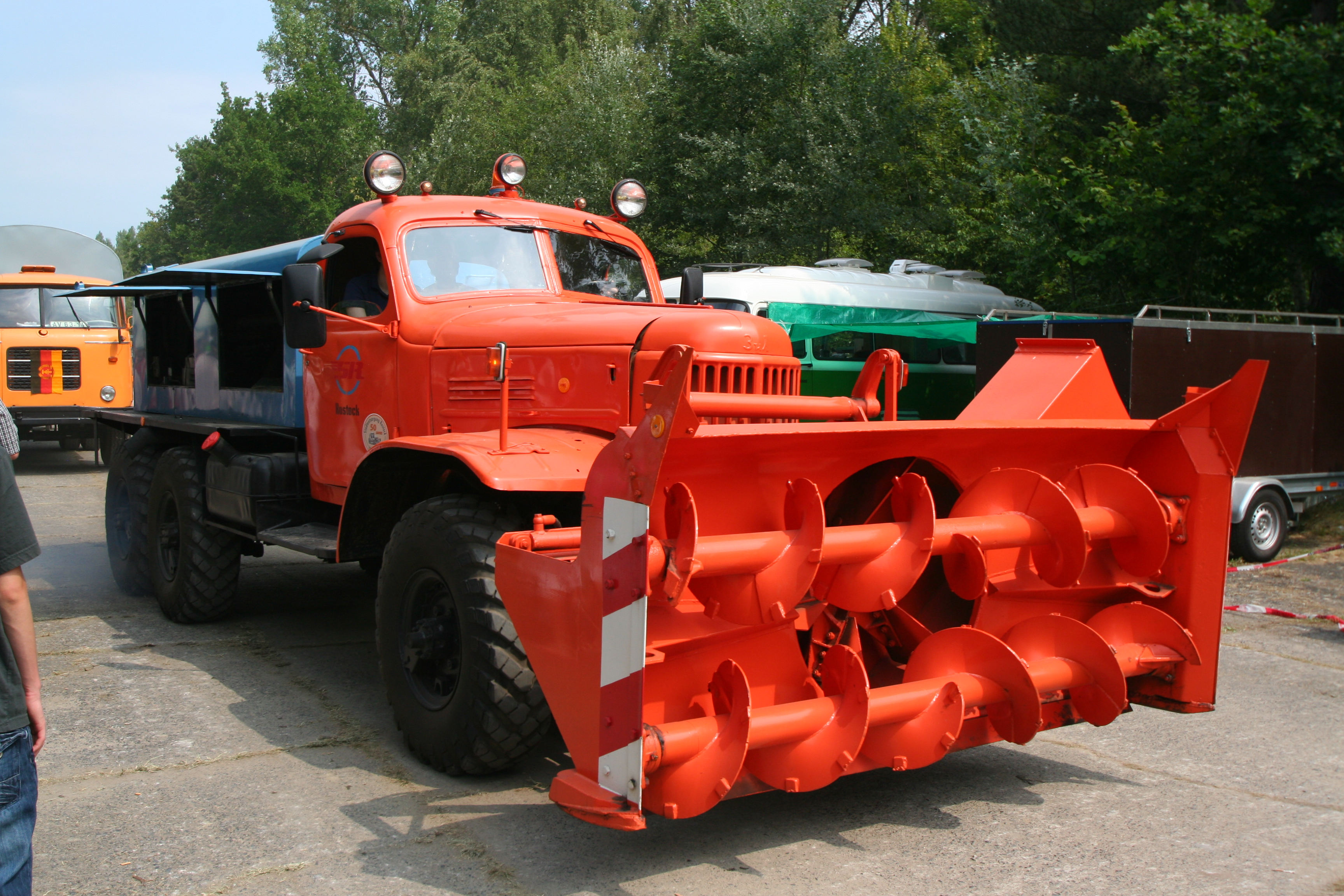
Сохранившийся и отреставрированный Д-470 в Германии (2009 год)

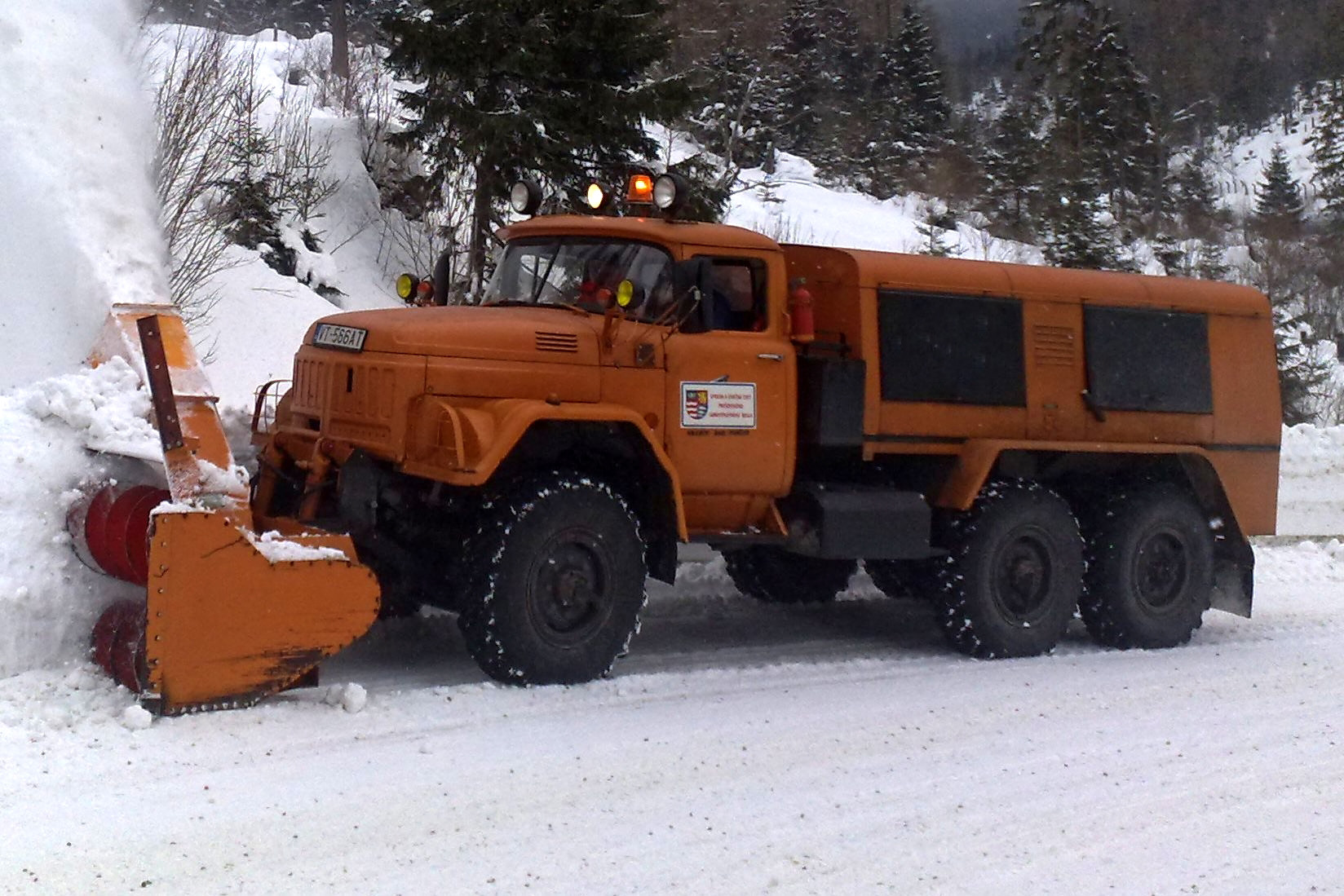
Сохранившийся ДЭ-210 в Словакии, собранный на заводе Севдормаш (2012)

История предприятия начинается в мае 1939 года, когда в Северодвинске была построена мастерская для обслуживания и ремонта строительной техники, необходимой для развития города. Изначально предприятие называлось Механический завод № 6. Во время Великой Отечественной войны предприятие, переименованное в спецзавод № 3 УИТЛиК УНКВД, было переориентировано на выпуск продукции для нужд фронта: осколочных и фугасных мин. После окончания войны на предприятии было налажено производство продукции мирного назначения, в частности изготавливались центробежные насосы, лебёдки, бетоносмесители, запасные части для грузовых автомобилей и дорожно-строительных машин.
В 1959 году на заводе был налажен выпуск шнекороторного снегоочистителя Д-470. Первая машина, проект которой был разработан в 1958 году на базе ЗИЛ-157 на Рыбинском заводе дорожных машин под руководством конструктора В. К. Коршунова, была собрана в апреле 1959 года и приняла участие в праздничной первомайской демонстрации в Северодвинске. Вскоре выпуск этих машин стал основной специализацией завода и 1962 году он был переименован в Северодвинский завод дорожных машин (Севдормаш).
В 1966 году из цехов завода вышел тысячный снегоочиститель; в последующие годы производство расширялось, вводились новые модели. В конце 1970-х годов годовой выпуск машин достигал 925 штук, а уже к концу 1980-х годов — чуть менее 1600 штук. Снегоочистители монтировались на автомобилях ЗИЛ, КамАЗ, Урал и МАЗ, тракторах ДТ-75 и других. На производстве трудилось почти 1000 человек. Снегоуборочные машины применялись как в гражданских целях, так и в военных. Техника экспортировалась более чем в 50 стран, в том числе в Германскую Демократическую Республику и другие. В 1990 году из Болгарии было завезено современное производственное оборудование, в том числе станки с ЧПУ, станки для лазерной металлообработки и лабораторное оборудование. В 1992 году государственное предприятие стало открытым акционерными обществом.
В 1990—2000-е годы предприятие испытывало трудности, связанные с общей экономической ситуацией в стране. Некоторые здания компании перестали активно использоваться, а число сотрудников сокращено до 200 человек. В 2009 году компания была объявлена неплатёжеспособной, началась процедура банкротства.